# Deepin
Deepin (stijl: deepin) (voorheen Linux Deepin en daarvoor Hiweed Linux) is zowel de naam van een Linuxdistributie gebaseerd op Debian als de naam van de meegeleverde werkomgeving. De werkomgeving is ook beschikbaar op andere Linuxdistributies. Zowel de distributie als werkomgeving worden deels in China ontwikkeld. Tot en met deepin 15.1 was het gebaseerd op Ubuntu. De distributie is beschikbaar in verschillende talen, waaronder Nederlands, Engels en traditioneel Chinees. Er zijn installatie-images voor AMD64-computers (64-bit).
Deepin is tevens beschikbaar als commerciële variant voor bedrijven en overheden onder de naam UOS. UOS wordt ontwikkeld door UnionTech; Deepin door Deepin Technology Co., Ltd., een dochterbedrijf van UnionTech, en een internationale gemeenschap.

## Geschiedenis
De eerste versie was 0.2.0 en werd uitgebracht in maart 2004 onder de naam Hiweed 0.2.0. Deze versie was gebaseerd op Morphix (Ubuntu bestond nog niet; eerste stable was 4.10) en leverde de desktopomgeving ROX Desktop mee. Hiweed 1.0 tot en met 3.0 waren gebaseerd op Ubuntu, nog steeds met Xfce (niet gebaseerd op Xubuntu). Tot versie 3.0 was de enige ontwikkelaar Hiweed. Ook werd bij Hiweed 2.0 bèta en Hiweed 2.0 RC de desktopomgeving veranderd naar LXDE, maar bij Hiweed 2.0 RC3 werd dit alweer veranderd naar Xfce.
Snd, Wmd en Huahua werden aan het project toegevoegd in 2009 als testers (personen die een testversie testen) en maintainers. De naam werd veranderd naar Deepin, een bijnaam van Snd en tevens de naam van zijn forum. Sinds 2009 brengen de ontwikkelaars van Linux Deepin elke twee maanden na een Ubuntu-versie een nieuwe versie uit (dit gebeurt halfjaarlijks). Versie 9.12 en 10.06 beschikten over Xfce, maar versie 10.10 en 11.06 waren gebaseerd op GNOME 2.
In 2011 nam het aantal softwareontwikkelaars verder toe. Er werd een bedrijf genaamd Wuhan Deepin Technology Co., Ltd opgericht in september 2011 om Linux Deepin te ondersteunen. Dit bestond in 2011 uit ongeveer twintig mensen.
Bij versie 2014 werd de naam veranderd van Linux Deepin naar Deepin. Bij de versie 2014.3 werd de naam Deepin veranderd in deepin.
Sinds versie 15 gebruikt Deepin een eigen werkomgeving, gebaseerd op Qt. De werkomgeving is ook beschikbaar op andere distributies.
Sinds 2019 levert Huawei in China Deepin mee op laptops. In 2024 was Deepin de eerste Linuxdistributie die KI integreerde.

### Versiegeschiedenis (selectie)
- 2 februari 2024 - deepin 23 Beta 3
- 17 april 2023 - deepin 20.9
- 11 september 2020 - deepin 20.0
- 19 juli 2019 - deepin 15.11
- 28 april 2019 - deepin 15.10
- 16 januari 2019 - deepin 15.9
- 20 augustus 2018 - deepin 15.7
- 15 juni 2018 - deepin 15.6
- 21 juli 2017 - deepin 15.4.1
- 13 september 2016 - deepin 15.3
- 01 juni 2016 - deepin 15.2
- 29 januari 2016 - deepin 15.1
- 31 december 2015 - deepin 15
- 24 december 2015 - deepin 15 RC
- 16 december 2015 - deepin 15 bèta
- 28 november 2015 - deepin 2015 alfa 2
- 28 april 2015 - deepin 2014.3
- 31 december 2014 - Deepin 2014.2
- 28 augustus 2014 - Deepin 2014.1
- 6 juli 2014 - Deepin 2014
- 15 mei 2014 - Deepin 2014 bèta
- 28 november 2013 - Linux Deepin 2013
- 19 juni 2013 - Linux Deepin 12.12 (eerste versie met Deepin Desktop Environment[5]
- 24 mei 2013 - Linux Deepin 12.12 RC
- 28 maart 2013 - Linux Deepin 12.12 bèta
- 28 januari 2013 - Linux Deepin 12.12 alfa
- 30 juli 2012 - Linux Deepin 12.06
- 22 juni 2012 - Linux Deepin 12.06 RC
- 5 juni 2012: Linux Deepin 12.06 bèta 2
- 2 maart 2012: Linux Deepin 11.12.1
- 31 december 2011: Linux Deepin 11.12
- 6 juli 2011: Linux Deepin 11.06
- 25 juni 2011: Linux Deepin 11.06 RC1
- 20 juni 2011: Linux Deepin 11.06 bèta 2
- 31 december 2010: Linux Deepin 10.12
- 20 december 2010: Linux Deepin 10.12 RC2
- 11 december 2010: Linux Deepin 10.12 RC
- 1 december 2010: Linux Deepin 10.12 bèta
- 29 oktober 2010: Linux Deepin 10.12 alfa 1
- 23 juli 2010: Linux Deepin 10.06
- 6 juli 2010: Linux Deepin 10.06 RC
- 30 december 2009: Linux Deepin 9.12
- 2 december 2009: Linux Deepin 9.12 bèta 1
- 11 augustus 2008: Hiweed Desktop 2.0 bèta
- 25 september 2006: Hiweed Desktop 1.0
- 3 augustus 2006: Hiweed Desktop 1.0 bèta 1
- 24 februari 2005: Hiweed Desktop 0.6
- 17 februari 2005: Hiweed Desktop 0.6 RC2
- 3 februari 2005: Hiweed Desktop 0.6 RC1
- 26 september 2004: Hiweed Desktop 0.55
- 23 september 2004: Hiweed Desktop 0.55 bèta 3
- 21 september 2004: Hiweed Desktop 0.55 bèta 2
- 19 september 2004: Hiweed Desktop 0.55 bèta 1
- 6 augustus 2004: Hiweed-Debian Server 0.3 bèta 1
- 22 juli 2004: Hiweed Desktop 0.3
- 30 juni 2004: Hiweed Desktop 0.3 RC1
- 3 maart 2004: Hiweed Linux 0.2.0[6] (gebaseerd op Morphix 0.4-1c met icewm 1.2.23, ROX Desktop 2.0.1-1 en Opera 7.23 - voorheen Hiwix Linux)

## Functies

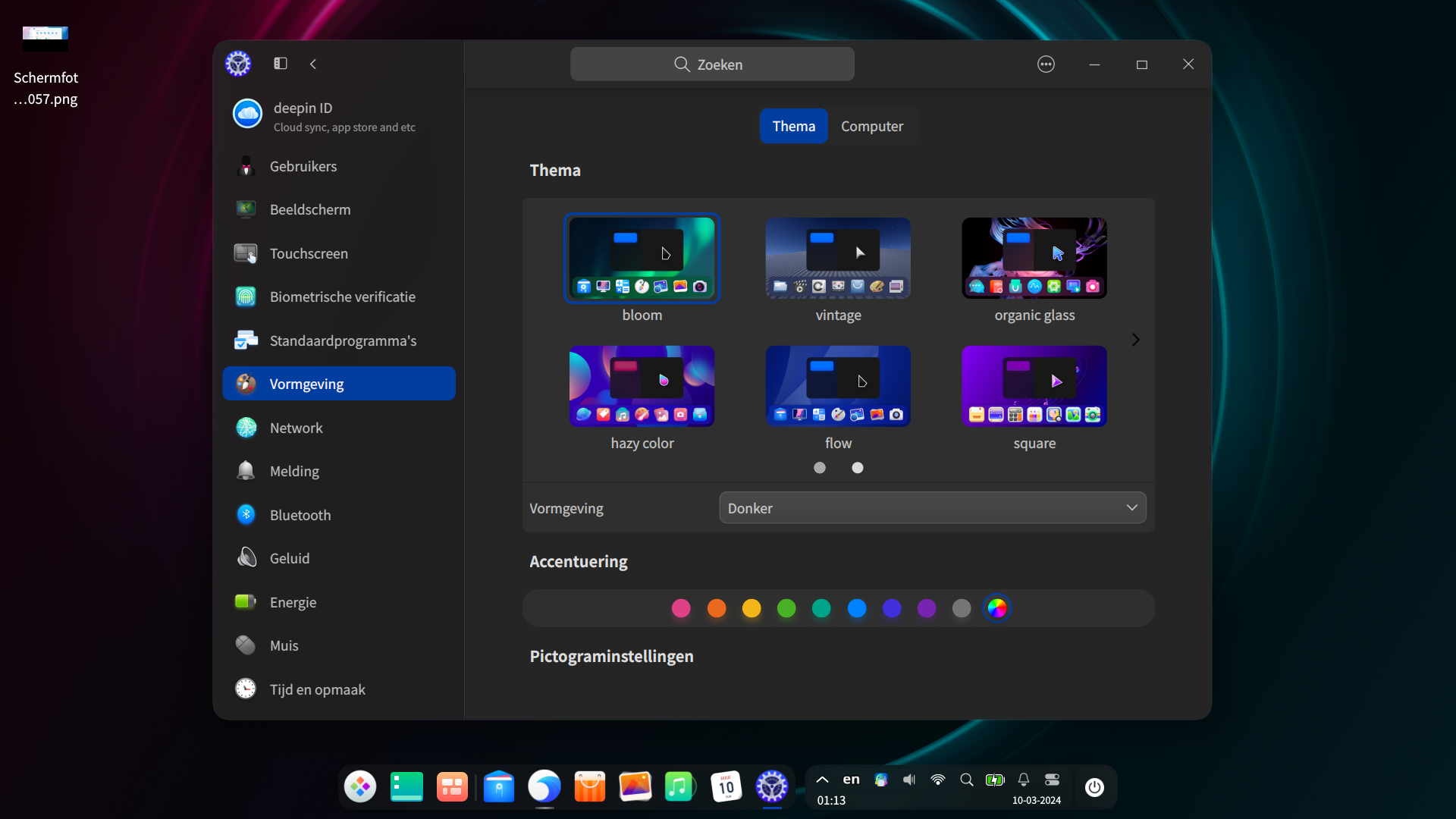
Deepin 23 in het Nederlands met donker thema (2024)

- Deepin Softwarecentrum: een softwarewinkel vergelijkbaar met Ubuntu Software Centre. Het programma werd geschreven door de ontwikkelaars van Linux Deepin. De softwarewinkel zal ook beschikbaar worden gesteld voor Ubuntu en Debian[7]
- WPS Office, een compleet kantoorsoftwarepakket.
- Ondersteuning voor TrueType.
- Bestandssystemen: ondersteund zijn btrfs, ext3, ext4, JFS, ReiserFS en XFS.

## Galerij

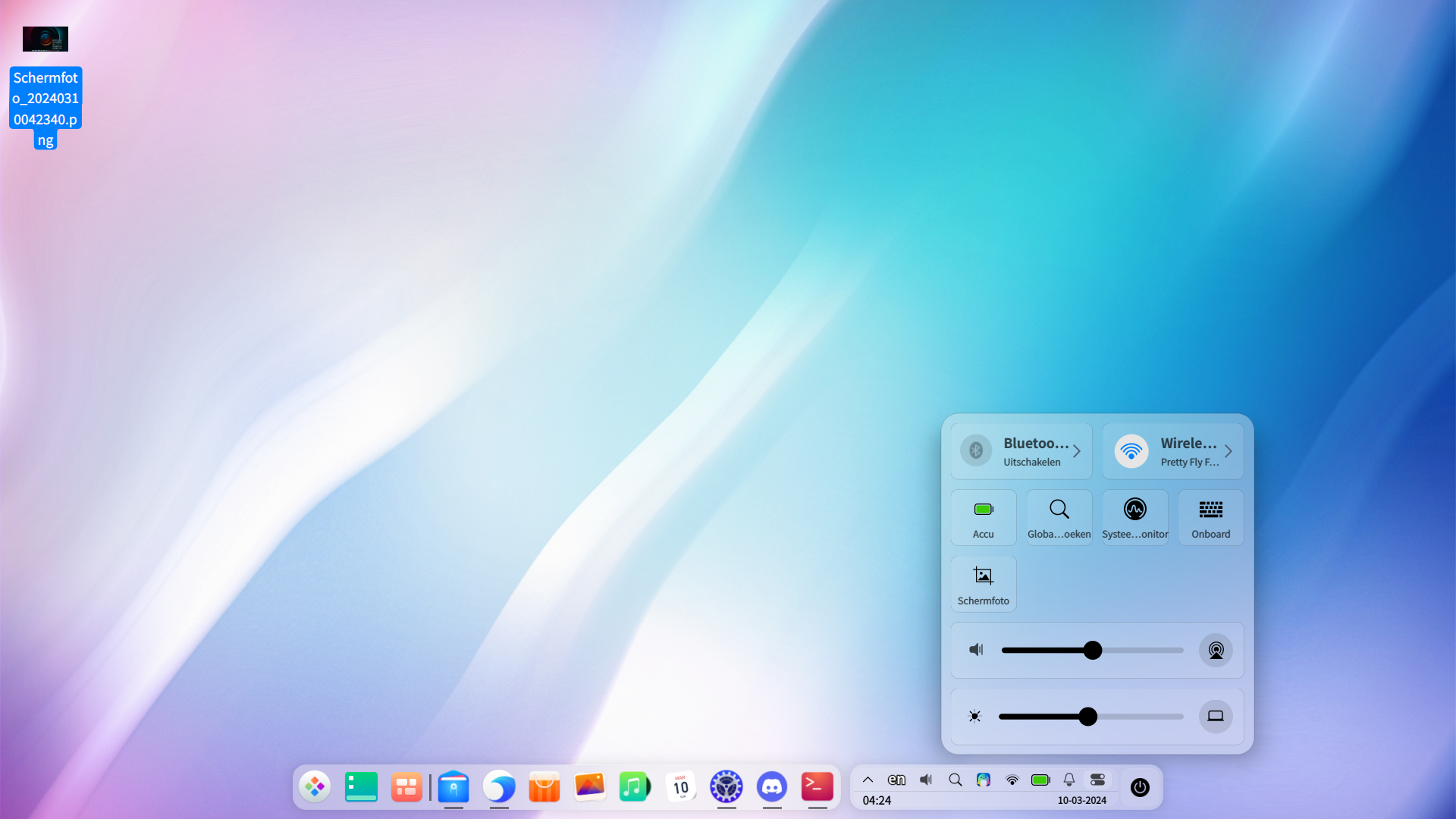
Systeemvak van dock (23)
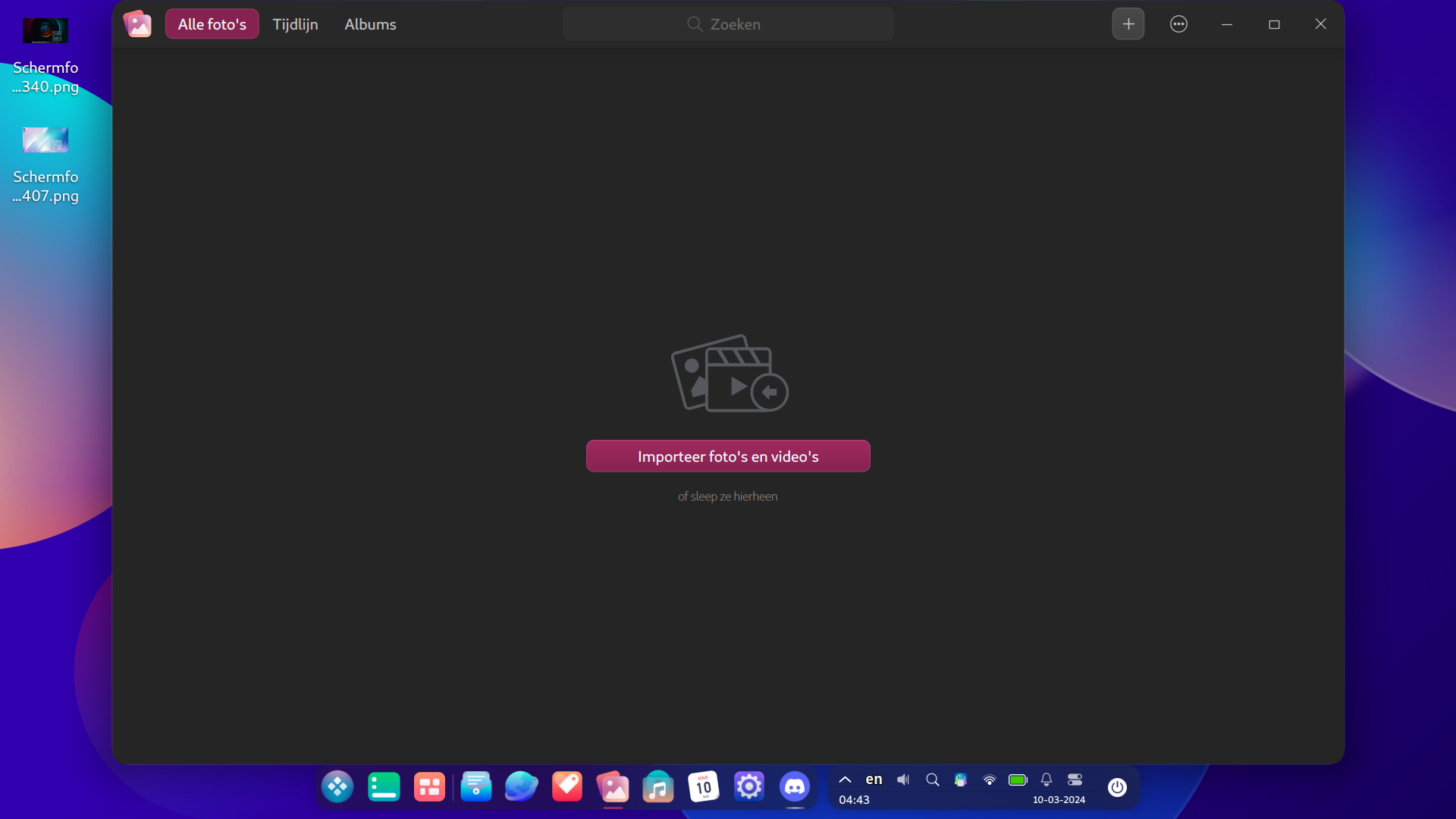
Deepin Afbeeldingen (startscherm - 23)
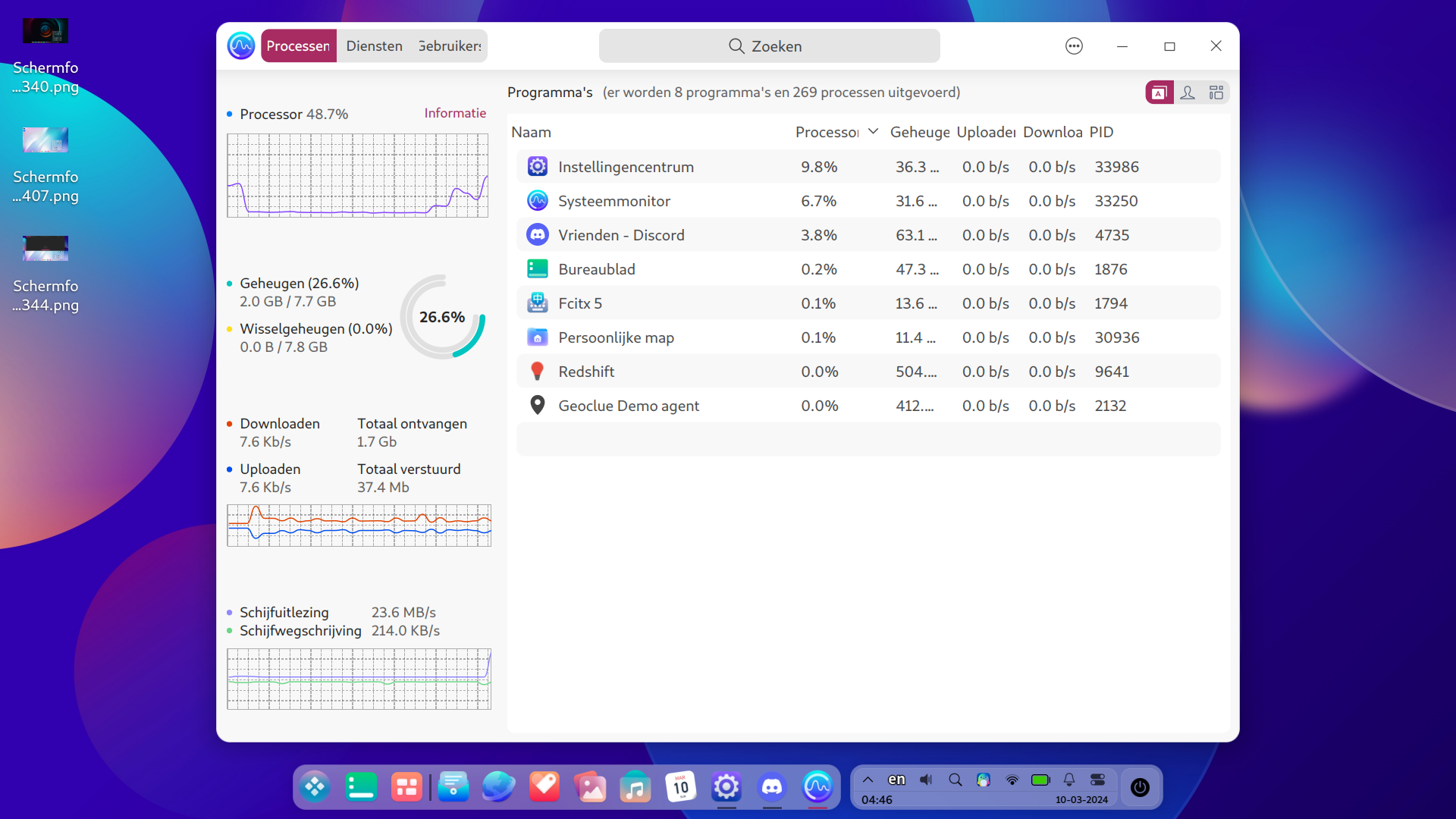
Deepin Systeemmonitor (23)
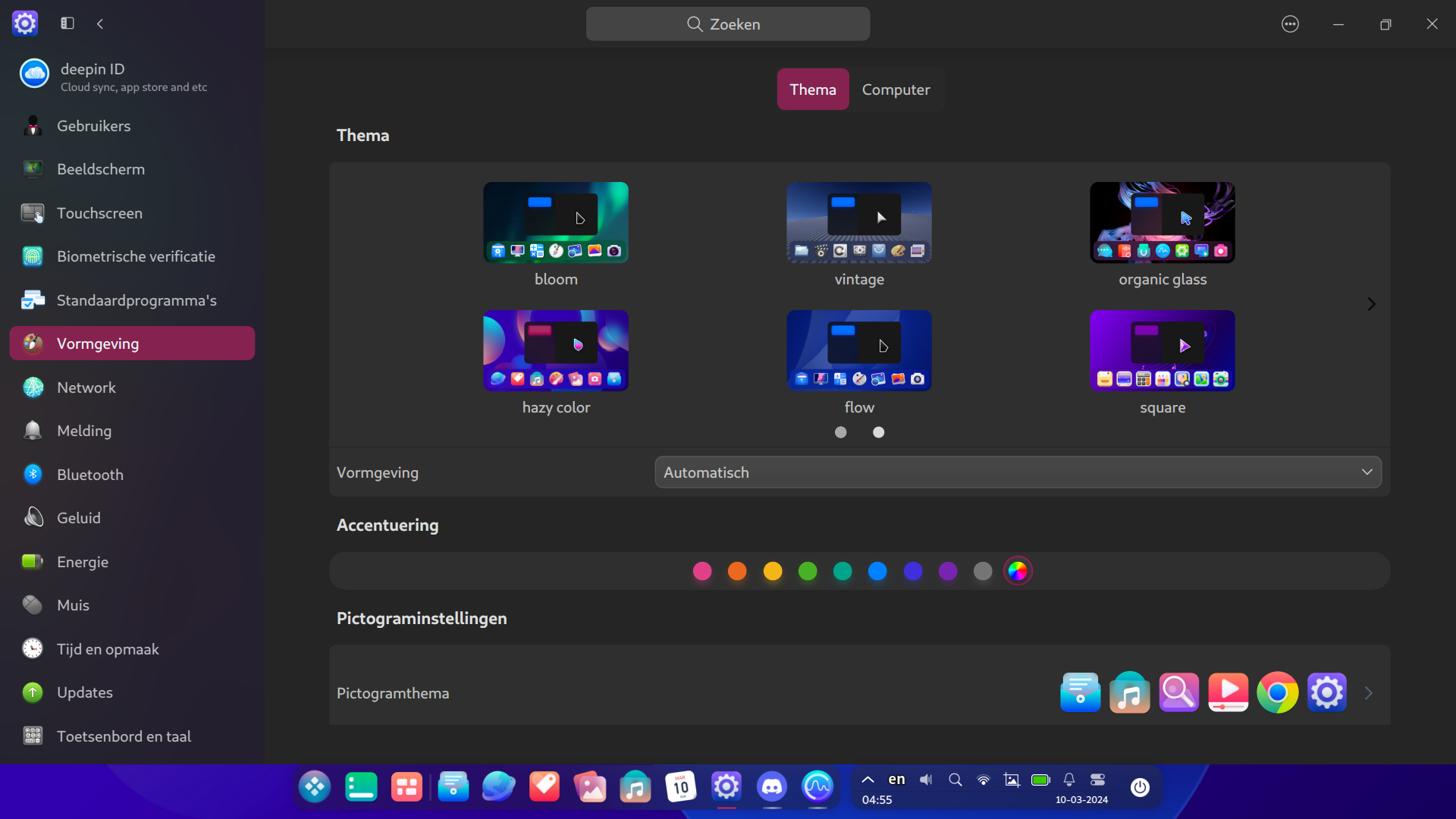
Instellingencentrum (tabblad Vormgeving - 23)
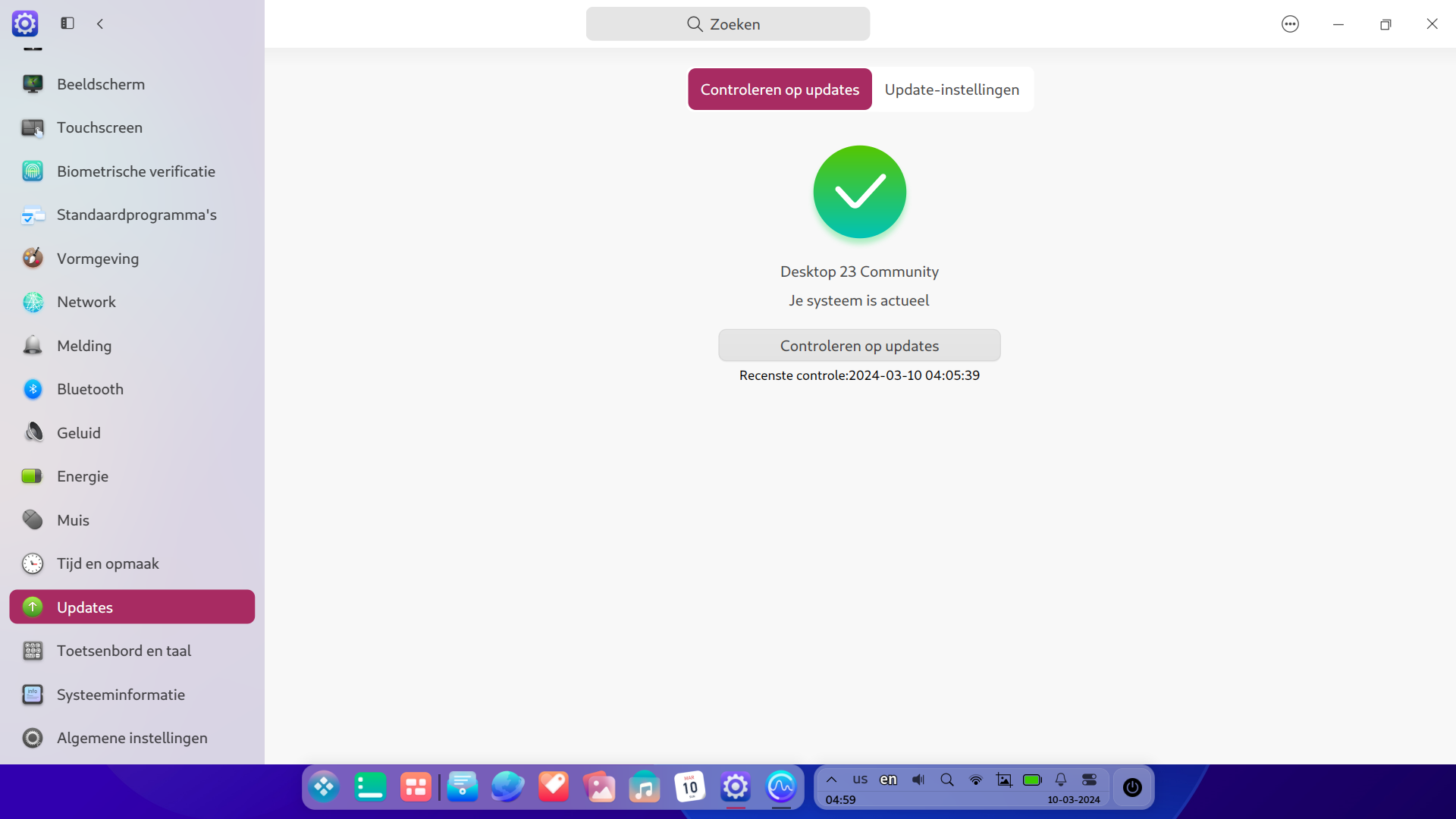
Instellingencentrum (tabblad Updates - 23)
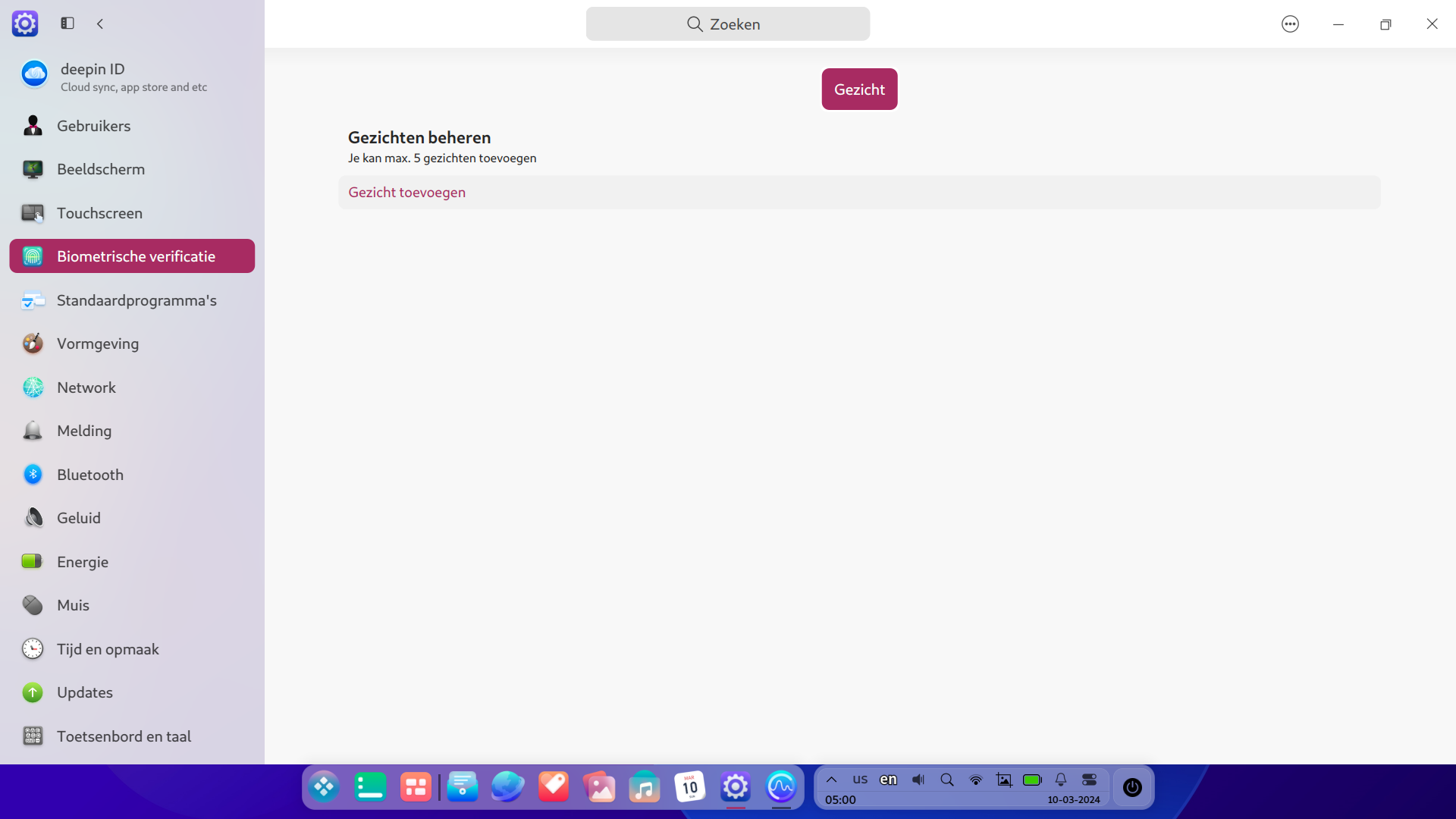
Instellingencentrum (gezichtsontgrendeling - 23)
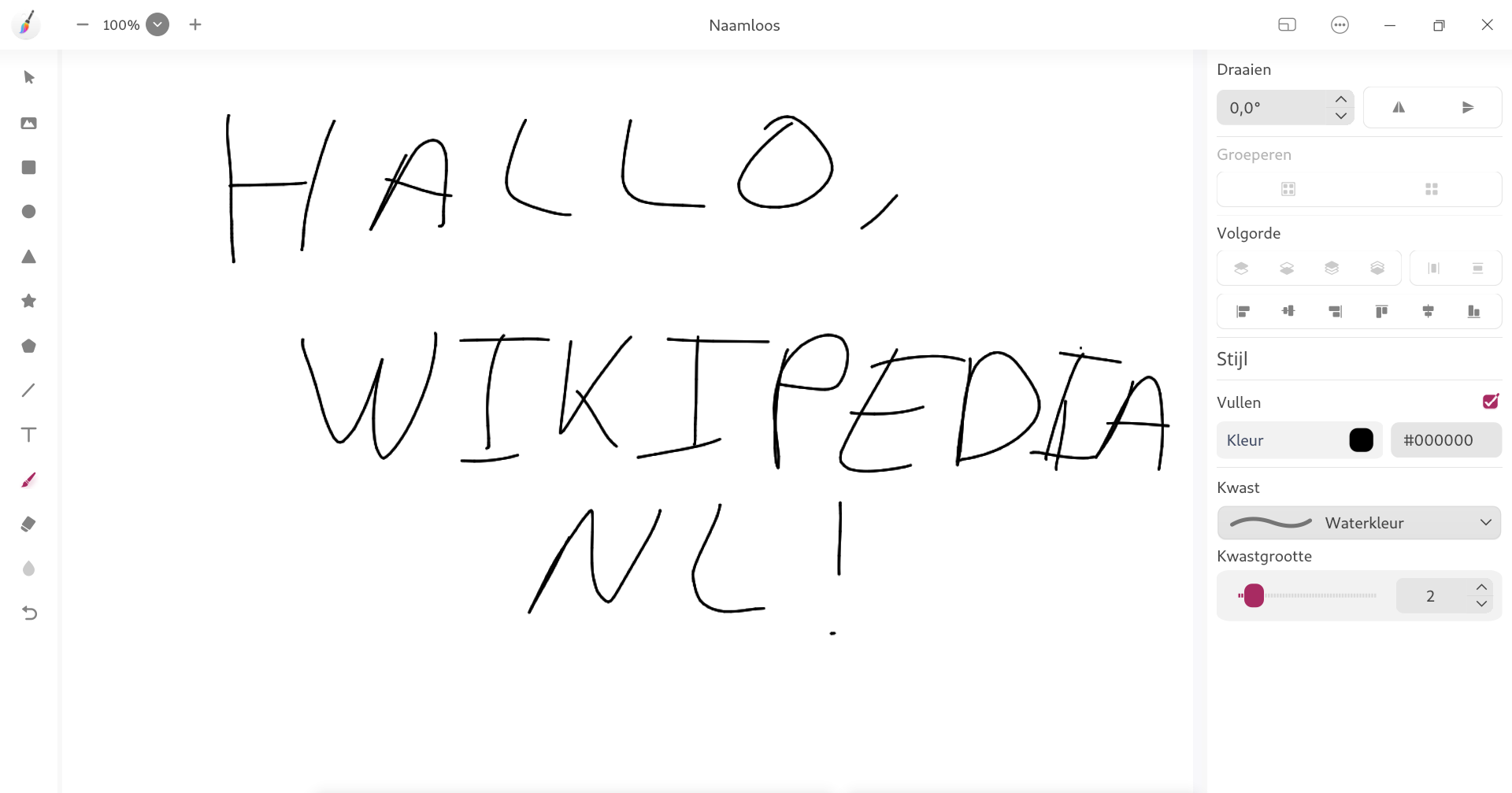
Deepin Tekenen (23)
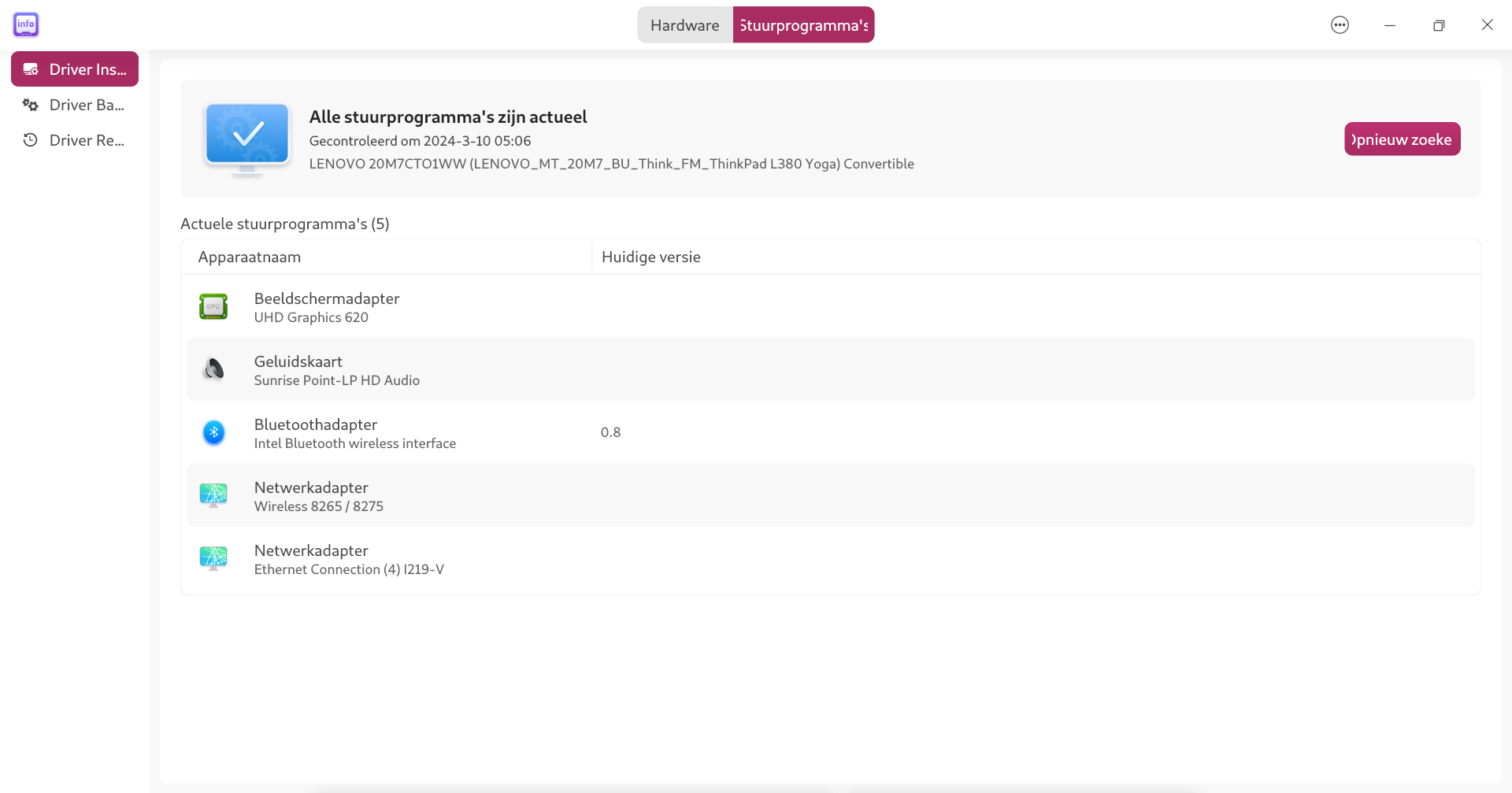
Deepin Stuurprogrammabeheer (23)
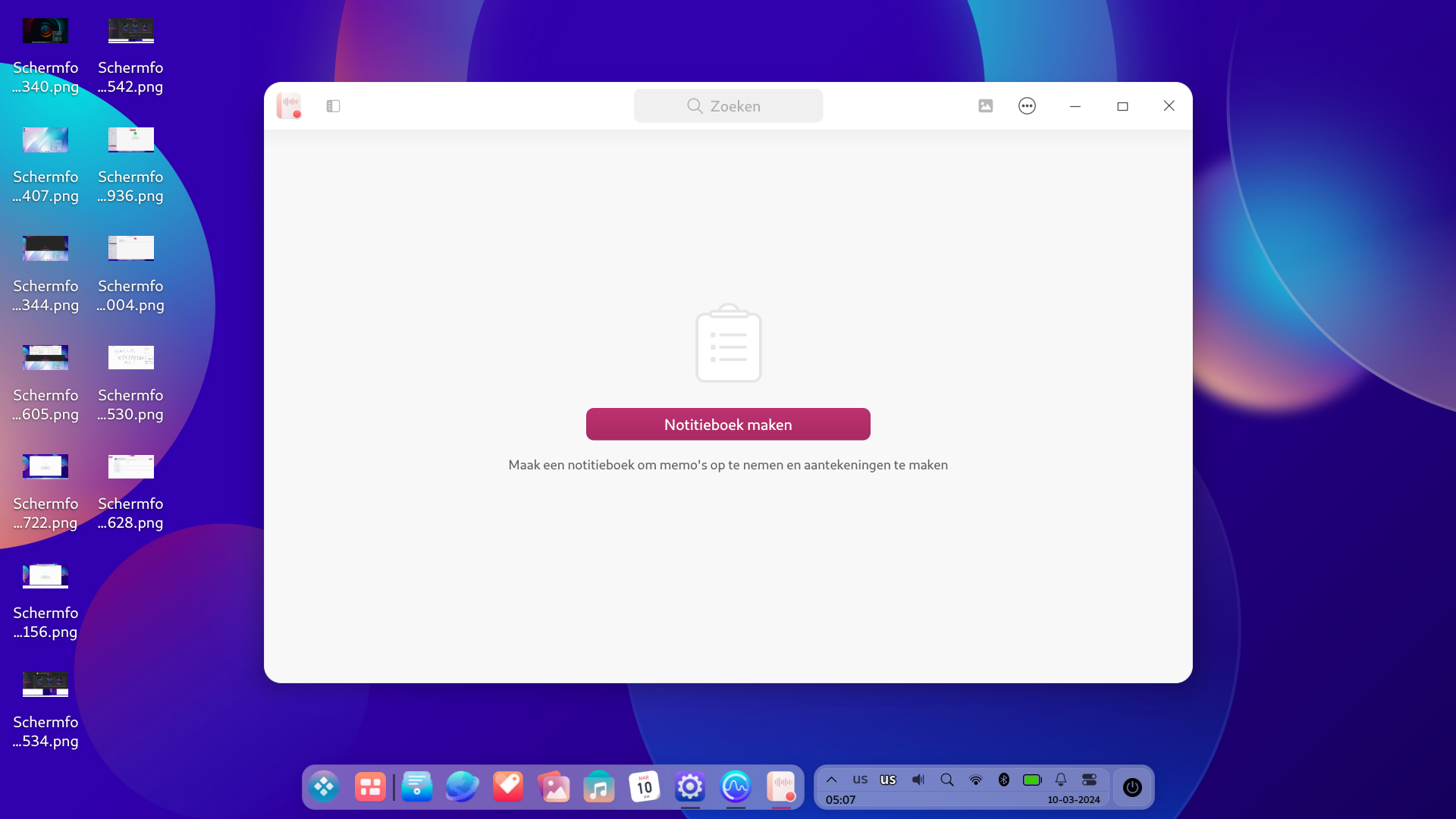
Deepin Memorecorder (23)